# Kazuko Hironaka
Pour les articles homonymes, voir Hironaka.
Kazuko Hironaka (弘中 和子, Hironaka Kazuko), est une joueuse internationale de football japonaise.

## Biographie
Le 17 octobre 1984, elle fait ses débuts dans l'équipe nationale japonaise contre l'Italie. Elle compte 21 sélections et 3 buts en équipe nationale du Japon de 1984 à 1990.

## Statistiques
Le tableau ci-dessous présente les statistiques de Kazuko Hironaka en équipe nationale
| Équipe du Japon | Équipe du Japon | Équipe du Japon |
| Année           | Matchs          | Buts            |
| --------------- | --------------- | --------------- |
| 1984            | 3               | 0               |
| 1985            | 0               | 0               |
| 1986            | 10              | 0               |
| 1987            | 2               | 0               |
| 1988            | 0               | 0               |
| 1989            | 3               | 2               |
| 1990            | 3               | 1               |
| Total           | 21              | 3               |

## Palmarès
- Finaliste de la Coupe d'Asie 1986
- Troisième de la Coupe d'Asie 1989